# Испанский легион
Испанский легион (исп. Legión Española) — войсковое формирование, входящее в состав сухопутных войск Испании. Основан 28 января 1920 года по указу короля Альфонсо XIII, основателем легиона считается генерал испанской армии Хосе Мильян Астрай Террерос. Это отборное формирование испанских вооружённых сил, относящееся к силам быстрого реагирования, отличающееся высокой технической подготовкой и высочайшим боевым духом легионеров. Легион находится в постоянной готовности действовать — выполнять любые боевые задачи. Легион принимает участие в миротворческих миссиях под управлением ООН и НАТО.

## Образование легиона
С 1917 года в Испании существовала острая необходимость в наличии ударных подразделений по типу регуларес, укомплектованных профессиональными испанскими солдатами, которые могли бы обеспечивать безопасность в североафриканских владениях. Использовать испанских призывников становилось всё менее возможным в связи с массовыми случаями уклонения от боевых действий. В свою очередь, марокканцы, которыми укомплектовывались части регуларес, нередко дезертировали перед операциями, поскольку иногда бойцам регуларес приходилось воевать против дружественного им самим племени. Проект ударных подразделений вызывал критику со стороны политиков: левые опасались превращения этих частей в карательные, которые боролись бы против рабочего движения; правые опасались, что в эти части проникнут многочисленные революционеры и анархисты. В качестве компромисса было принято решение создать испанский аналог французского Иностранного легиона.
Своим созданием Испанский легион обязан генералу Хосе Мильяну Астраю — легендарному генералу, участнику испано-американской войны 1898 года и ряда сражений в Марокко, преподавателю военной академии в Толедо. В 1919 году имевший звание подполковника Мильян Астрай получил приказ от командования посетить части французского Иностранного легиона в Алжире и изучить опыт французов. Согласно его наблюдениям, до четверти встреченных им легионеров были испанцами по происхождению и в разговоре с Мильяном Астраем говорили, что в Испании подобной части не было. Постепенно к Мильяну Астраю пришло понимание того, каким именно должно быть аналогичное испанское подразделение. 28 января 1920 года королём Альфонсо XIII был подписан указ об образовании так называемой Иностранной терции (исп. Tercio de Extranjeros) в составе испанской армии, которая позже была переименована в Испанский легион. Мильян Астрай стал первым командиром этой терции, а среди его подопечных были несколько молодых офицеров, прошедших Марокко — майор Франсиско Франко, майор Адольфо Вара де Рей, капитан Хусто Пардо и капитан Камило Алонсо Вега. Военный министр Хосе Вилльяльба Рикельме сообщал, что требования к рекрутам, униформа и снаряжение для данной части будут определяться военным министерством.
Для новой части были созданы барабаны по образцу барабанов старых терций, хранившихся в музее армии в Мадриде. Знамёна подразделений были заимствованы у подразделений Испанской империи времён герцога Альбы и дона Хуана Австрийского. Вместо традиционных испанских мундиров для терции была создана простая и удобная форма. Мильян Астрай написал кредо легионера (кодекс чести), которое газета The Guardian сравнивала с самурайским бусидо, и ряд пособий о несении службы, в том числе и правила поведения за столом. Именно Мильян Астрай создал лозунг Легиона «Да здравствует Смерть!» — часть фразы «Да здравствует смерть, и да погибнет разум!» (исп. ¡Viva la muerte, y muera la inteligencia!).
Вербовка в легион началась в сентябре 1920 года. Туда приглашались мужчины в возрасте от 18 до 40 лет, которым предлагалась высокая зарплата — 4 песеты 10 сентаво в день (выше среднеиспанской зарплаты) и единовременная премия в размере 350 песет. От кандидатов требовалось только медицинское заключение о годности к воинской службе. Как и в случае с Французским Иностранным легионом, командование не интересовалось ни происхождением, ни прошлым кандидатов; они могли назваться любым именем. 16 октября первые 200 бойцов прибыли в военный лагерь Дар-Риффен (6 км от Сеуты), который фактически стал штабом подразделения. Всем добровольцам Мильян Астрай излагал цели Легиона следующим образом:

Сюда приходят, чтобы трудиться день и ночь напролёт, рыть окопы, обливаться потом летом и замерзать зимой, сражаться без устали, тащить раненых и павших товарищей, и только после всего этого, если потребуется, умереть!

## Боевой путь

### Рифская война
Боевым крещением Иностранной терции стала Рифская война 1921—1927 годов. Во время этой войны в горах Марокко легионеры использовали специфическую тактику: под прикрытием огня артиллерии и пулемётов (позже и танков) они подходили как можно ближе к вражеским позициям и переходили в штыковую атаку.
В марте 1921 года 8-я рота 3-й бандеры (капитан Ортис де Сарате) впервые вступила в бой против мятежных племён, а в мае и 1-я и 3-я бандеры в составе колонны генерала Санхурхо отправились на штурм позиций вождя Райсуни на западе Марокко. Наступление пришлось остановить в июле после Анвальской катастрофы, когда повстанцы-рифы разгромили испанцев и создали угрозу захвата города Мелилья, старейшей испанской колонии в Африке. Две бандеры легионеров под командованием Мильяна Астрая совершили марш-бросок протяжённостью 96 км до Сеуты, а оттуда морем прибыли в Мелилью. Несмотря на царившую в городе панику, бойцы укрепились в окрестностях города и в течение 15 дней удерживали позиции до подхода подкреплений. Это сражение прославило легионеров как национальных героев Испании.
Мильяна Астрая, перенёсшего четыре ранения, сменил на посту командира терции подполковник Рафаэль де Валенсуэла-и-Урасаис, который погиб в бою 5 июня 1923 года. После гибели последнего командование Легионом принял будущий правитель Испании, а тогда подполковник Франсиско Франко Баамонте. В сентябре 1925 года под его командованием легионеры участвовали в высадке в Альхусемасе — главной операции Рифской войны. С 16 февраля того же года Иностранная терция стала носить название Марокканской терции (исп. Tercio de Marruecos). К 1927 году, когда закончилась война, легионеры приняли участие в 505 сражениях, потеряв 1987 убитыми и 6094 ранеными. 18 легионеров были награждены крестом ордена Святого Фердинанда — высшей военной наградой Испании.
Среди воевавших в Марокко легионеров значительную долю иностранцев составляли солдаты и офицеры русского происхождения. В то же время, несмотря на присутствие иностранцев, среди которых упоминался сержант Фрике из Германии или чернокожий выходец из Нью-Йорка Уильямс, количество иностранцев было всё же небольшим. В 1920-е годы пять батальонов Легиона были укомплектованы испанцами, большую часть иностранцев составляли выходцы с Кубы.

### Революция в Астурии
После Рифской войны легионеры продолжили нести гарнизонную службу в Марокко. В апреле 1931 года в стране была свергнута монархия и провозглашена Вторая Испанская Республика. Отношения легионеров с новыми властями были напряжёнными: командир терции, полковник Хуан Матео-и-Перес де Алехо конфликтовал с премьер-министром и военным министром страны Мануэлем Асаньей. 7 марта 1932 года полковник был убит в Сеуте при невыясненных обстоятельствах; власти же сократили легион до шести бандер общей численностью 1500 человек, разделив его на два подразделения (Сеута и Мелилья).
В октябре 1934 года полк принимал участие в подавлении революционного движения. Легионеры из Марокко по инициативе Франко сначала разогнали выступления протестующих в Каталонии усилиями 2-й и 3-й бандер, которые прошли маршем по городу, а затем подавили выступления шахтёров в Астурии при поддержке 5-й и 6-й бандер легиона. Силы под командованием подполковника Хуана Ягуэ Бланко разгромили повстанцев в Овьедо. События в Астурии в целом рассматриваются как одна из предпосылок к последовавшей гражданской войне.

### Гражданская война
Летом 1936 года в Испании вспыхнула гражданская война, в которой Испанский легион выступил на стороне националистов-франкистов. 17 июля 1936 года подполковник Ягуэ собрал легионеров на плацу лагеря Дар-Риффен, произнеся речь следующего содержания: «Рыцари Легиона! Испания, наша Испания восстала против её злейших врагов! Настал час, когда мы должны показать всему миру, что способны вернуть себе Родину! Вперёд, на священную землю Кастилии!». Именно легионеры помогли националистам успешно поднять бунт в Марокко, а вскоре во главе с подполковником Ягуэ отправились маршем на Мадрид.
Утром 14 августа 3 тысячи бойцов Африканской армии пошли на штурм крепости Бадахос, которую защищали 8 тысяч солдат и ополченцев Народного фронта, лояльного республиканцам. В бою участвовала 4-я бандера Легиона под командованием майора Хосе Виерна Трапага, которая штурмовала ворота Тринидад и пролом в крепостной стене, который защищала баррикада с пулемётами — этот пролом стал известен как «Пролом смерти». В ходе боя республиканцы подбили бронеавтомобиль легионеров, а легионеры трижды шли в штыки на позиции республиканцев. В ходе третьей атаки они преодолели баррикаду и вышли к площади Испании — главной мадридской площади. Командир легионеров капитан Перес Кабальеро занял круговую оборону и доложил в штаб следующую информацию: «Прошёл. Осталось 14 человек. В подкреплениях не нуждаюсь».
По ходу войны легионеры стали главной ударной силой войск Франко и приняли участие во всех решающих сражениях. В составе легиона против республиканцев воевали не только коренные испанцы, но и пришедшие на помощь иностранные добровольцы — представители русской белой эмиграции, ирландцы и французы. При этом бандеры Легиона действовали по отдельности в составе различных дивизий и бригад. С 8 мая 1937 года Марокканский легион стал называться Испанским легионом.
За всю войну Легион принял участие в 3042 боевых операциях. Он понёс следующие потери — 7645 человек убитыми (включая командиров шести бандер), 28973 человека ранеными и 776 пропавшими без вести. 10 человек были награждены орденом Святого Фердинанда, среди них — итальянец Джузеппе Боргезе в звании лейтенанта.

### Вторая мировая война
После победы фалангистов во главе с Франсиско Франко Испанский легион подвергся реорганизации: из его состава вывели бронетанковые части, а число бандер сократилось до 11. Их разделили на три терции в Сеуте (лагерь Дар-Риффен), Мелилье (лагерь Тауима) и Лараше (лагерь Кримда), вернув большую часть подразделений в Марокко к концу 1939 года. На территории самой Испании остались 1-я бандера, действовавшая против республиканских партизан в пиренейских районах Галисии и Леона, и 3-я бандера, дежурившая в лагере около британского Гибралтара. В феврале 1945 года на север Испании была переброшена 3-я бандера, которая составила группу Пиренейского мобильного резерва под командованием полковника Манса. Группа была расквартирована в Лериде и обеспечивала поддержку Гражданской гвардии Испании в операциях против партизан. К концу 1947 года обе бандеры вернулись в Марокко, поскольку партизанская борьба на севере Испании фактически прекратилась.
Хотя Испания формально объявила о нейтралитете во Второй мировой войне, многие её подданные отправились на Восточный фронт добровольцами воевать в составе 250-й пехотной дивизии вермахта, известной как «Голубая дивизия». В первом составе дивизии было всего девять офицеров Легиона, в том числе двое лейтенантов русского происхождения Гончаренко и Кривошей; первым командиром 262-го пехотного полка этой дивизии был полковник Холсе Виерна Трапага, командир 2-й терции Легиона. Вскоре число легионеров в дивизии стало возрастать. Из воевавших на Восточном фронте известны капитан Хесус Андухар, который сражался 10 февраля 1943 года за Красный Бор и был награждён орденом Святого Фердинанда. Ещё несколько легионеров были отмечены Железными крестами, в том числе один из кавалеров ордена Святого Фердинанда за участие в Гражданской войне капитан Хуан Хосе Ороско Массиу.

### Последующие годы
После Второй мировой войны Легион продолжал играть роль испанской колониальной армии, а в 1950-е годы претерпел очередные структурные изменения. Число бандер выросло до 13: 13-я бандера была образована в испанском анклаве в Ифни (Марокко); 6-я бандера была переброшена в Испанскую Сахару. В 1956 году Легион вынужден был покинуть территорию Марокко после признания независимости этого государства, однако через год вступил в войну из-за отказа уступить марокканцам анклав Ифни и Сахару. В ходе боевых действий 6-я бандера Легиона действовала в районе Ифни, а 4-я, 9-я и 13-я воевали в Испанской сахаре. 13 января 1958 года в сражении при Эдчере, одном из самых кровопролитных сражений войны, 13-я бандера потеряла 48 человек убитыми. После окончания войны испанцы покинули Марокко, а в 1961 году Легион оставил и Дар-Риффен, который долгое время был главным лагерем Легиона. Число бандер сократилось до 8. В 1974—1975 годах 3-я и 4-я бандеры участвовали в боевых действиях в Западной Сахаре, которые в итоге положили конец существованию испанских колоний.

### Современность
В 1980-е годы, когда в стране уже прошли процессы демократизации, правительство социалистов значительно сократило расходы на вооружённые силы. В связи с этим прекратилась практика приёма на службу иностранцев. В отличие от французского Иностранного легиона, в Испанском легионе ныне могут служить только граждане Испании. Название «иностранный» изначально добавлялось к названию легиона только из политических отношений, поскольку Мильян Астрай видел создаваемое подразделение как «супериспанское». В те же 1980-е годы сократилось жалование легионерам, что привело к увольнению в запас многих бойцов легиона.
В 1990-е годы Легион прошёл военную реформу, целью которой была унификация Легиона с остальными частями Вооружённых сил Испании. Так, была ликвидирована характерная для Легиона система сержантских званий, хотя рядовые легионеры продолжали называться «кабальеро». С тех же лет испанские легионеры участвуют в миротворческих операциях на Балканах и в Конго, а в XXI веке составляли основу испанских контингентов в Ираке и Афганистане. Считается, что это не только предотвратило распад Легиона, но и повысило его боеспособность.
В июле 2002 года испанские войска высадились на остров Перехиль, являвшийся предметом территориальных споров между Испанией и Марокко, и вынудили сдаться находившийся там марокканский гарнизон. В дальнейшем 75 солдат Испанского легиона осуществляли там патрулирование. С 2013 года легион участвовал в операции в Мали (13 апреля 2013 года в Мали прибыли первые 35 легионеров).
Женщины стали служить в Испанском легионе с 1990 года, а с 2000 года их стали принимать в боевые части — женщины-военнослужащие зовутся «невестами смерти».. При этом женщины составляли в 2000 году крайне небольшой процент от всех военнослужащих легиона. По данным за 2019 год, зарплата легионера составляла 950 евро.

## Структура и состав

### Общая характеристика и краткая история
Легион делится на терции (исп. tercia) — эквиваленты пехотных полков, которые формально появились в 1939 году. Каждая терция делится на бандеры (исп. bandera) — эквиваленты пехотных батальонов. Каждая бандера изначально состояла из двух стрелковых, одной пулемётной и одной учебно-штабной рот. К 1926 году в составе легиона было восемь бандер. В 1939 году в составе легиона было 11 бандер, разделённых на три терции.
Во время Гражданской войны каждая бандера насчитывала 750 человек, имела в своём составе четыре стрелковые роты, одну пулемётную роту и миномётную секцию. С февраля 1938 года все бронетанковые части армии Франко были сведены в отдельную бронетанковую бандеру в составе Легиона, командиром которой был подполковник Пухалес Карраско. К концу войны бандера выросла до размера полноценной танковой бригады благодаря захваченным трофейным танкам Т-26, но после её окончания бронетанковые части вывели из Легиона, создав на их основе четыре танковых полка испанской армии.
В 1950 году после очередной реорганизации в составе Легиона было уже четыре терции, каждая из которых носила имя одного из прославленных полководцев прошлого, и 12 бандер (13-я появилась в 1956 году). После войны Ифни и ухода Испанского легиона из Марокко численность бандер сократилось до 8, распределённых по 4 терциям. В составе каждой терции было по две бандеры, группа лёгкой кавалерии и батарея полевой артиллерии. 1-я и 2-я терции были расквартированы в испанских анклавах (Мелилья и Сеута), 3-я и 4-я — в Испанской Сахаре.
В 2000 году в структуре Легиона были четыре терции: две несли службу в Сеуте и Мелилье, две остальные составляли костяк сил специального назначения Испании (одна из них была миротворческой, другая — быстрого реагирования).

### 2017 год
По состоянию на 2017 год Легион насчитывал 2875 человек и состоял из следующих подразделений:
- 1-я терция «Великий капитан Гонсало Фернандес де Кордова» — гарнизон Мелильи, включала 1-ю легкопехотную бандеру[a] и части поддержки
- 2-я терция «Фернандо Альварес де Толедо, герцог Альба» — гарнизон Сеуты, включала 4-ю легкопехотную бандеру «Кристо де Лепанто» и части поддержки
- 2-я легионерская бригада «Король Альфонс XIII» — гарнизон города Вьятор (Альмерия), подразделение быстрого реагирования, состояла из:
  - штабная бандера
  - легкобронированная кавалерийская группа «Католические короли»
  - 3-я терция «Дон Хуан Австрийский» — 7-я бандера «Валенсуэла» и 8-я бандера «Колон»
  - 4-я терция «Алессандро Фарнезе, герцог Пармский» — 10-я бандера «Мильян Астрай», группа полевой артиллерии, группа инженеров, группа логистики

### 2020 год
По состоянию на 2020 год в составе легиона присутствовали:
- 1-я терция Легиона «Великий капитан»[англ.][b] (исп. Tercio «Gran Capitán», 1.º de La Legión) — Главное командование[исп.] Мелильи.
  -  I/1-я бандера моторизованной пехоты «Испания» (исп. Bandera de Infantería Protegida «España» I/1)[c]
  - Противотанковая рота (исп. Compañía de Defensa Contracarro)
- 2-я терция Легиона «Герцог Альба»[англ.] (исп. Tercio «Duque de Alba», 2.º de La Legión) — Главное командование[исп.] Сеуты.
  -  IV/2-я бандера моторизованной пехоты «Христос Лепантский» (исп. Bandera de Infantería Protegida «Cristo de Lepanto» IV/2)
  - Противотанковая рота (исп. Compañía de Defensa Contracarro)
- XIX бандера сил специальных операций Легиона «Кавалер Легиона Мадераль Олеага[исп.]» (исп. XIX Bandera de Operaciones Especiales de la Legión «Caballero Legionario Maderal Oleaga».
- 2-я лёгкая пехотная бригада Легиона «Король Альфонсо XIII»[англ.][d] (исп. Brigada de Infantería Ligera «Rey Alfonso XIII» II de La Legión) — Вьятор, автономный регион Андалусия.
  - Генеральный штаб (исп. Cuartel General)
  -  Бандера Генерального штаба II (исп. Bandera de Cuartel General II)
    -  Противотанковая рота (исп. Compañía de Defensa Contracarro)
    -  Рота связи (исп. Compañía de Transmisiones)
    -  Разведывательная рота (исп. Unidad de Inteligencia)
    -  Полковой оркестр Легиона (исп. Unidad de música de la Legión)

  -  3-я терция Легиона «Дон Хуан Австрийский»[англ.] (исп. Tercio «Don Juan de Austria» 3º de La Legión)
    -  VII/3-я бандера моторизованной пехоты «Валенсуэла[исп.]» (исп. Bandera de Infantería Protegida “Valenzuela” VII/3)
    -  VIII/3-я бандера моторизованной пехоты «Колумб» (исп. Bandera de Infantería Protegida “Colón” VIII/3)

  -  4-я терция Легиона «Алессандро Фарнезе»[англ.] (исп. Tercio «Alejandro Farnesio» 4º de La Legión)
    -  X/4-я бандера моторизованной пехоты «Мильян Астрай» (исп. Bandera de Infantería Motorizada “Millán Astray” X/4)

  -  II лёгкая бронекавалерийская группа Легиона «Католические короли» (исп. Grupo de Caballería Ligero Acorazado «Reyes Católicos» II de la Legión)
  -  II группа полевой артиллерии Легиона (исп. Grupo de Artillería de Campaña II de la Legión)
  -  II бандера военных инженеров Легиона (исп. Bandera de Zapadores II de la Legión)
  -  II логистическая группа Легиона (исп. Grupo Logístico II de la Legión)

До 2002 года в составе Легиона также действовала 19-я группа специальных операций «Кавалер-легионер Мадераль Олеага» (исп. Grupo de Operaciones Especiales "Caballero Legionario Maderal Oleaga" XIX), которая позже была передана в ведение Командования сил специальных операций.

## Обучение
Все легионеры проходят четырёхмесячное базовое обучение в армейских центрах подготовки в Касересе и Кадисе, после чего заключают контракт на два или три года. После курса подготовки новобранец начинает службу в одной из частей, проходя там дополнительное обучение и изучая традиции Легиона.
К концу 2017 года по итогам медицинского обследования около 3 тысяч легионеров у 180 человек (около 6%) был констатирован индекс массы тела не менее 30, что соответствовало ожирению. Этих бойцов посадили на диету, предполагавшую специальное питание, и обязали выполнять комплексы физических упражнений, в результате чего они должны были сбросить от 0,5 до 1 кг за неделю.

## Униформа и традиции

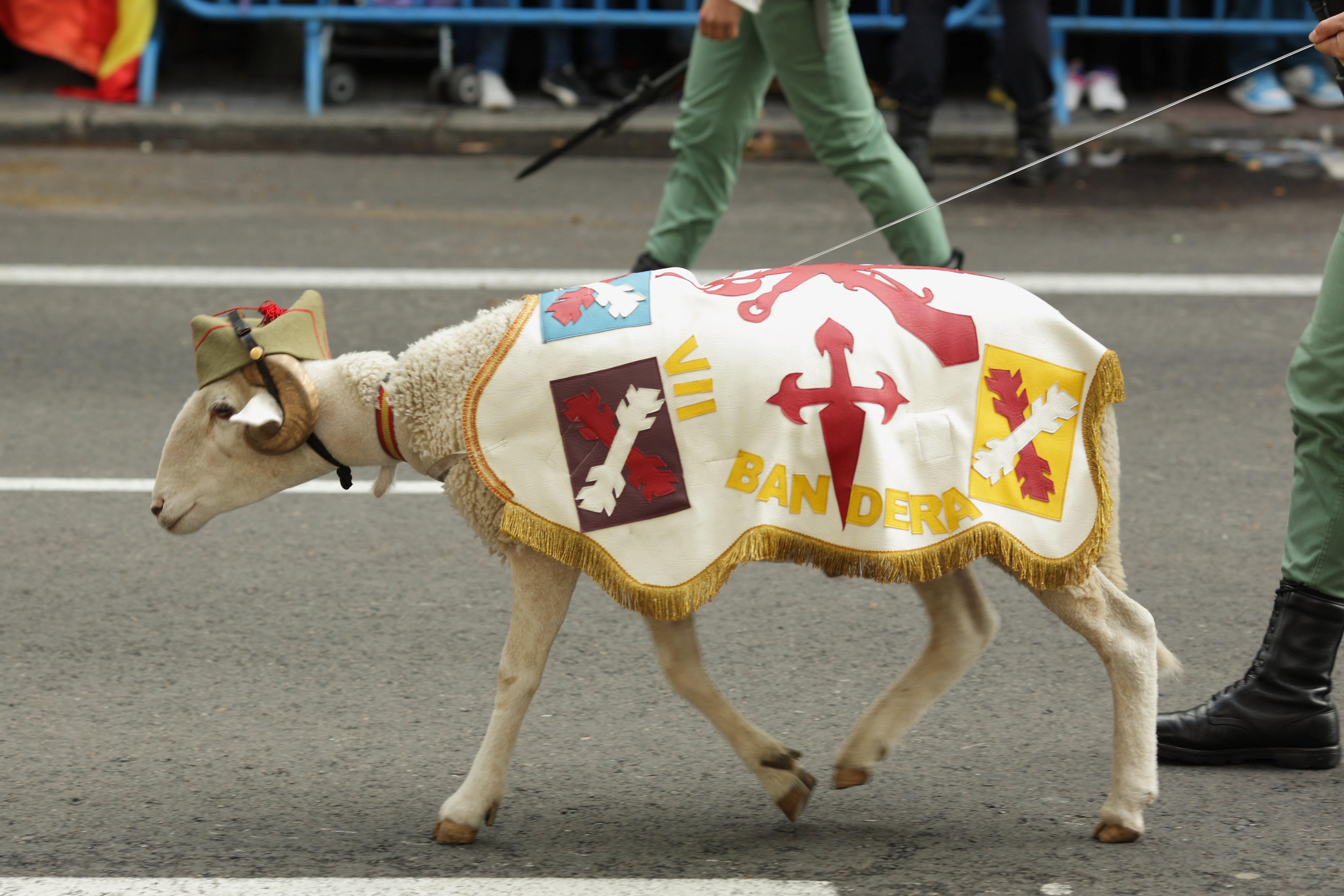
Коза испанского легиона на параде 12 октября 2014 года

Экстравагантный внешний вид бойца Испанского легиона стал частью популярного в СМИ образа военнослужащих. В униформу современного бойца входят следующие элементы:
- Чапири — пилотка с кисточкой (мадроньо). Солдаты носят пилотки с кисточкой красного цвета, офицеры — с кисточкой жёлто-золотистого цвета. Дизайн пилотки восходит к образцам, принятым ещё в 1820-е годы. В 1938 году бойцы моторизованных частей стали носить пилотку с удерживающим ремнём, а позже этот ремень стал элементом униформы подразделения.
- Аксельбанты цветов воинского подразделения.
- Рубашка светло-зеленого цвета особого кроя с открытой грудью и без воротника, с традиционно закатанными рукавами. Форма была принята в 1920-е годы под нужды солдат, которым приходилось нести службу в условиях жаркого африканского климата. Согласно официальному положению, основной функцией этой формы стали «практичность, удобство, выразительность и экономичность».
- Портупея с ремнями снаряжения, к которым за спиной крепятся лопаты, пилы и топоры — символы принадлежности к военным инженерам-сапёрам, которые уничтожали препятствия на пути движения войск с помощью этих инструментов.
- Бляха с эмблемой легиона — алебардой, аркебузой и арбалетом на фоне королевской короны.
- Кожаные манжеты как почётный элемент обмундирования.
- Высокие бутсы, в которые заправляются брюки. Подобные бутсы были приняты изначально для защиты легионеров, служивших в Африке, от опасных насекомых и попадания песка.

Бойцам разрешается носить усы и бороду, а также наносить татуировки на тело. На парадах легионеры маршируют со скоростью 160—180 шагов минуту при том, что у остальных воинских частей этот параметр составляет 90 шагов в минуту.
Ежегодно легионеры участвуют в торжественных парадах в Малаге в Великий четверг. Темп их марша, как правило, составляет 120 шагов в минуту.
Талисманами легиона в разное время были бараны, обезьяны, медведи, цыплята и попугаи. Вскоре талисманом была принята коза — согласно одной из версий, это стало продолжением традиции солдат брать рогатый скот в поход, чтобы у них не было недостатка мяса и молока. У козы-талисмана есть своеобразная форма — чапири с красной кисточкой и попона со знаками отличия.
Для поддержания боевого духа офицеры Испанского легиона обедали с подчинёнными за одним столом и лично вели их в атаку.

## Некоторые известные военнослужащие
- Рафаэль де Валенсуэла-и-Урсаис[исп.], второй командир Иностранной терции. Погиб 5 июня 1923 года в бою[5].
- Франсиско Франко, будущий каудильо Испании, первый командир 1-й бандеры Легиона[3]. Командиром всего Легиона был назначен в 1923 году[17].
- Сикст-Генрих Бурбон-Пармский, испанский политик. В 1964 году тайно вступил в Испанский легион, записавшись под именем Энрике Аранхуэс Мартинес (исп. Enrique Aranjuez Martínez)[18], однако через 8 месяцев его личность была раскрыта, и его выгнали из рядов Легиона[19].
- Франциско Фадрик Кастрамонте, бригадный сержант, кавалер ордена Святого Фердинанда (посмертно). Один из последних солдат Испанского легиона, награждённый этим орденом в бою[10].
- Хуан Мадерал Олеага[исп.], рядовой, кавалер ордена Святого Фердинанда (посмертно). Один из последних солдат Испанского легиона, награждённый этим орденом в бою[10].
- Никомедес Бахо, капитан, командир 11-й роты 9-й бандеры; ветеран Испанского легиона со стажем службы 30 лет; участник Рифской войны, Гражданской войны в Испании и Второй мировой войны в составе «Голубой дивизии»[10].
- Пури Эхпосито, сержант-артиллерист, женщина-военнослужащая Испанского легиона[11].
- Энрике Гомарис де Роблес (исп. Enrique Gomariz de Robles), генерал, главнокомандующий Легиона в 1998—2001 годах[20].

## Галерея

Силы испанского Иностранного легиона ожидают приказа на погрузку в Ju 52. Тетуан, 1936 год.
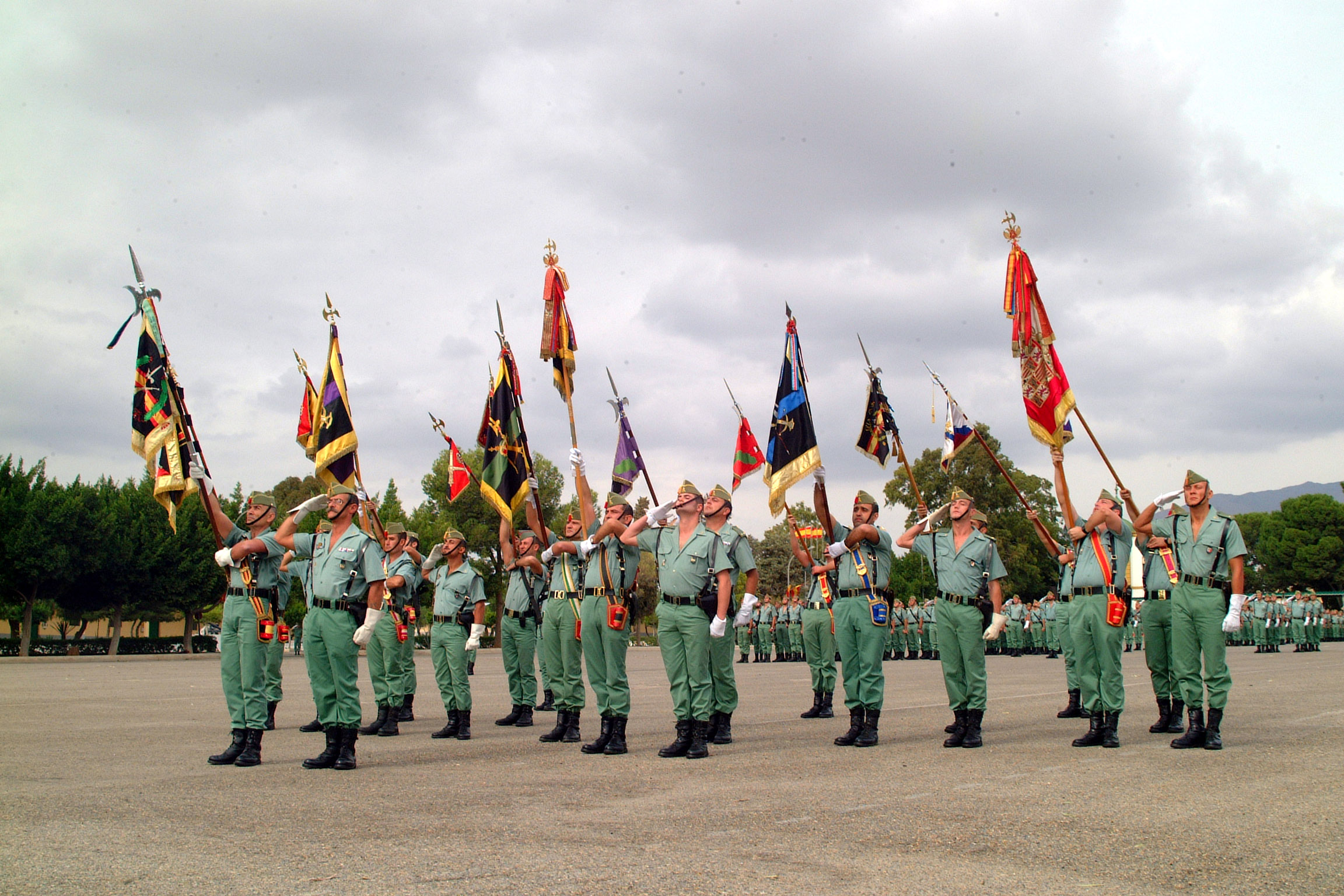
Знамёна Легиона во время парада. Апрель 2007 года.
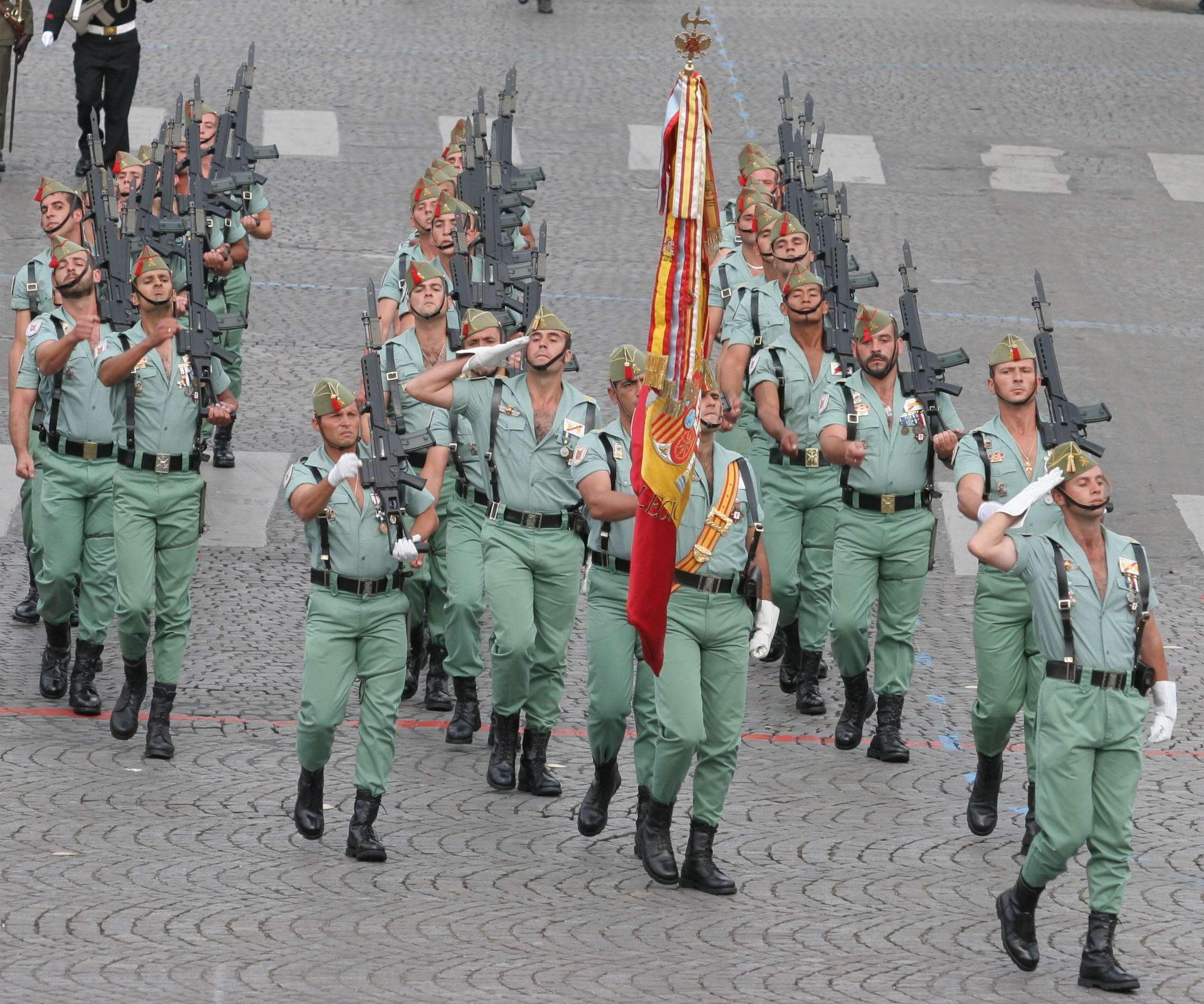
Отделение 7-го батальона 3-й терции «Дон Хуан Австрийский» Испанского легиона. Парад в День взятия Бастилии 14 июля 2007 года.
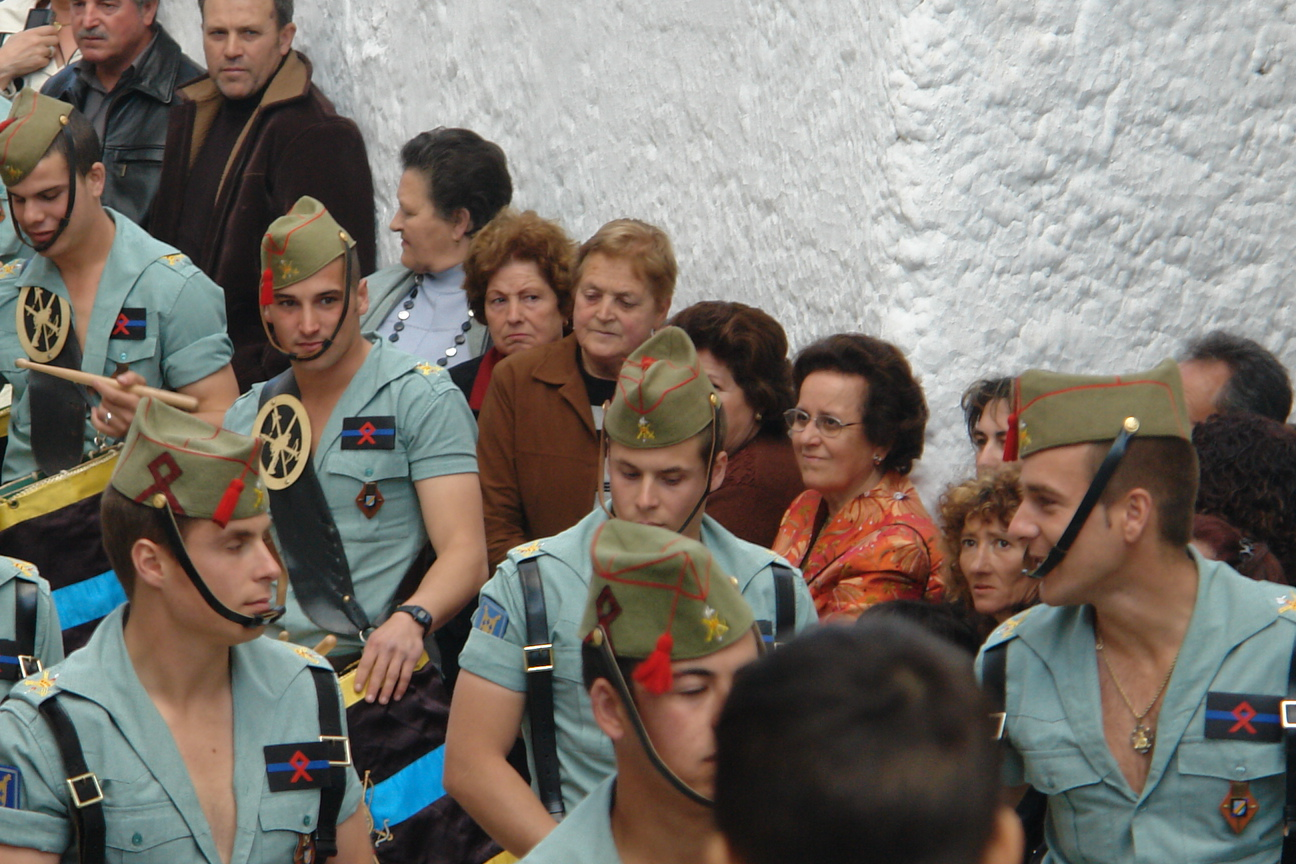
Легионеры в день Святого Герменгильда. 2009 год.
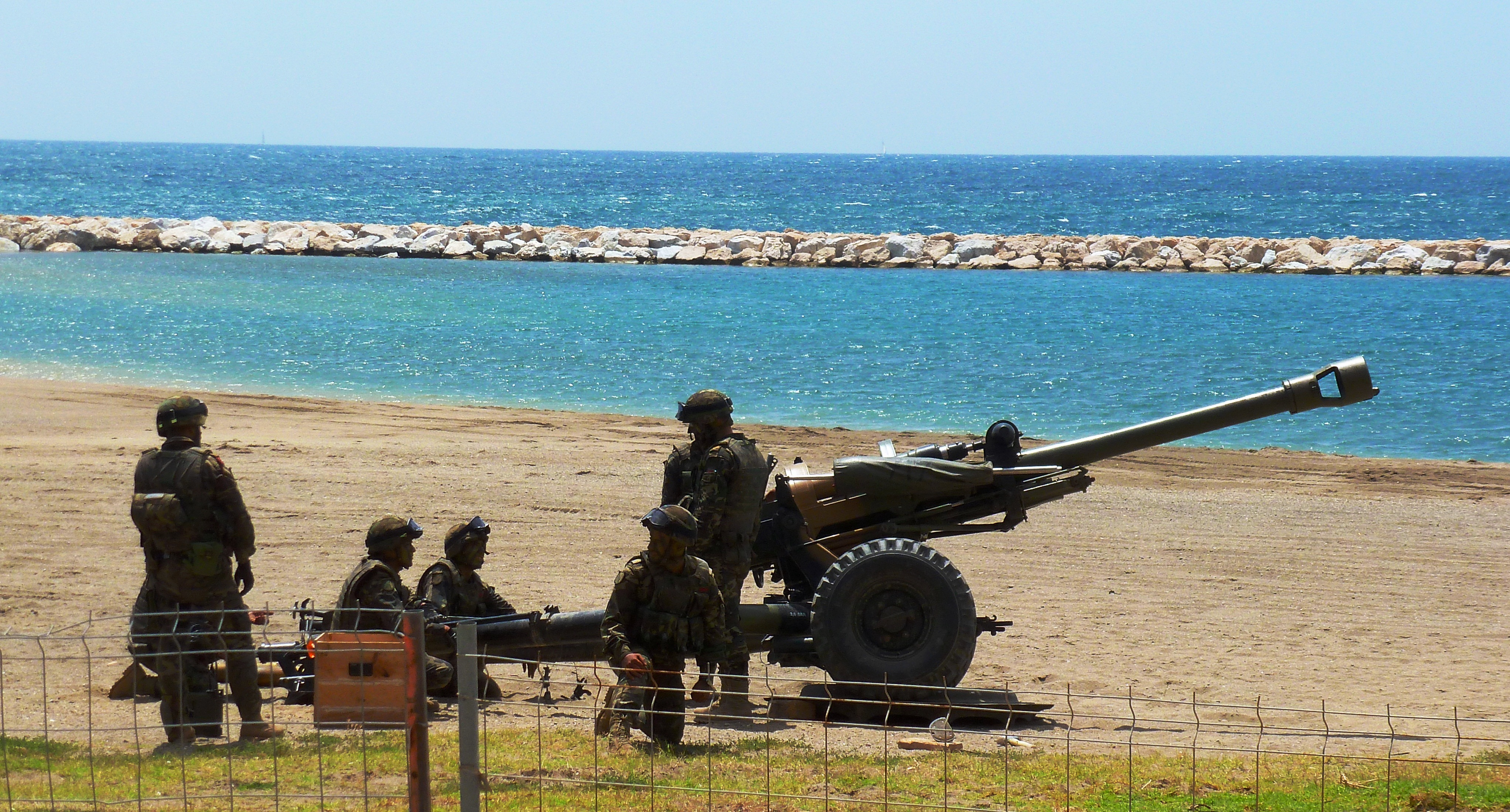
Расчёт гаубицы L118 Артиллерийской группы Испанского легиона в День Вооружённых сил. 28 мая 2011 года.
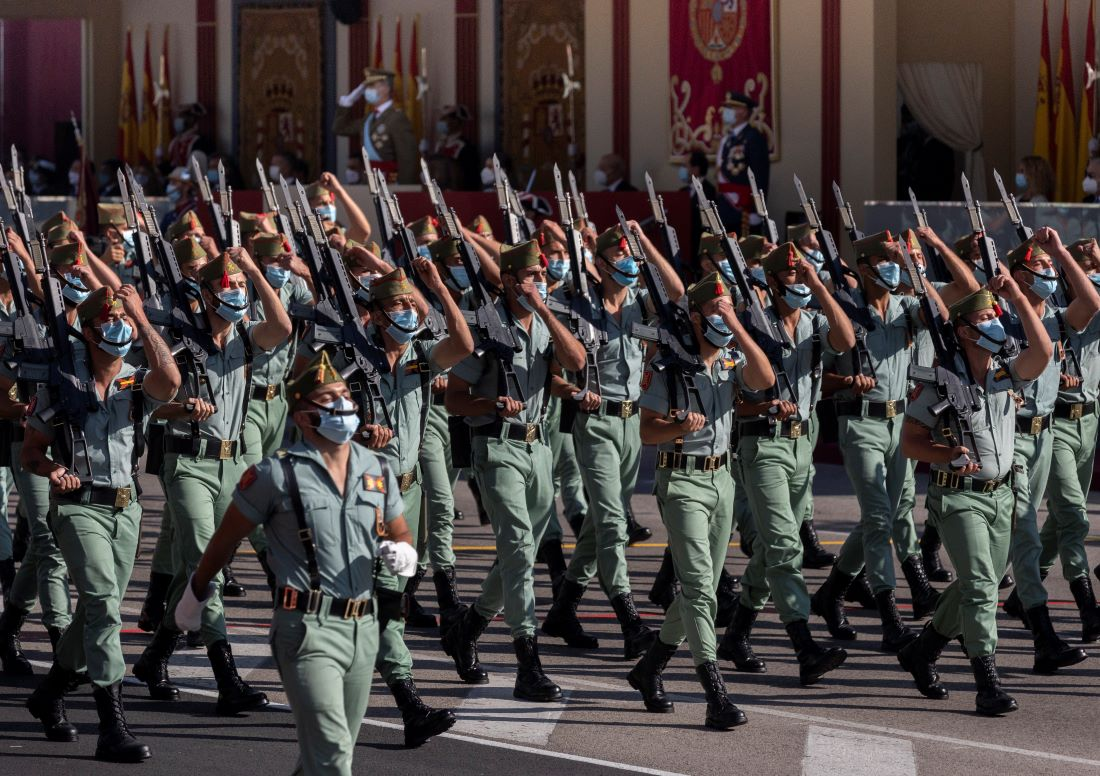
Испанские легионеры 12 октября 2021 года.

### Комментарии
1. ↑  До 2017 года она носила название «Майор Франко»[11].
2. ↑  В честь Гонсало Фернандеса де Кордовы
3. ↑  С 29 января 1920 по 27 декабря 1994 года I бандера носила название «Бургундская династия» (исп. Casa de Borgoña). После расформирования IX бандеры «Генерал Франко» (исп. General Franco) была образована бандера Генерального штаба при 2-й бригаде (исп. Bandera de Cuartel General de la BRILEG), а I бандера получила номер IX, поддерживая историческую преемственность.
4. ↑  Находится в составе Дивизии «Кастильехос»